# Calycorectes paraguayensis
Calycorectes paraguayensis är en myrtenväxtart som beskrevs av Joáo Rodrigues de Mattos. Calycorectes paraguayensis ingår i släktet Calycorectes och familjen myrtenväxter. Inga underarter finns listade i Catalogue of Life.